# Risiocnemis praeusta
Risiocnemis praeusta là loài chuồn chuồn trong họ Platycnemididae. Loài này được Hämäläinen miêu tả khoa học đầu tiên năm 1991.